# 臺南市第五期市地重劃區

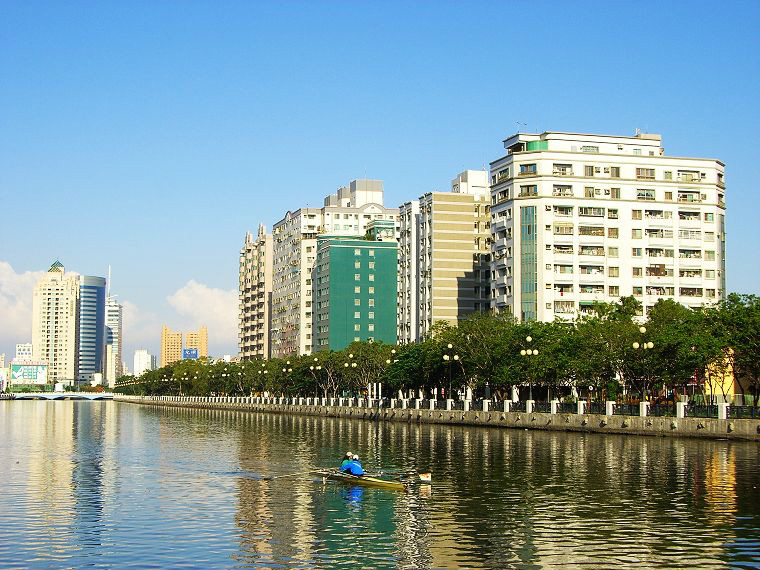
臺南運河一景，右岸即五期重劃區

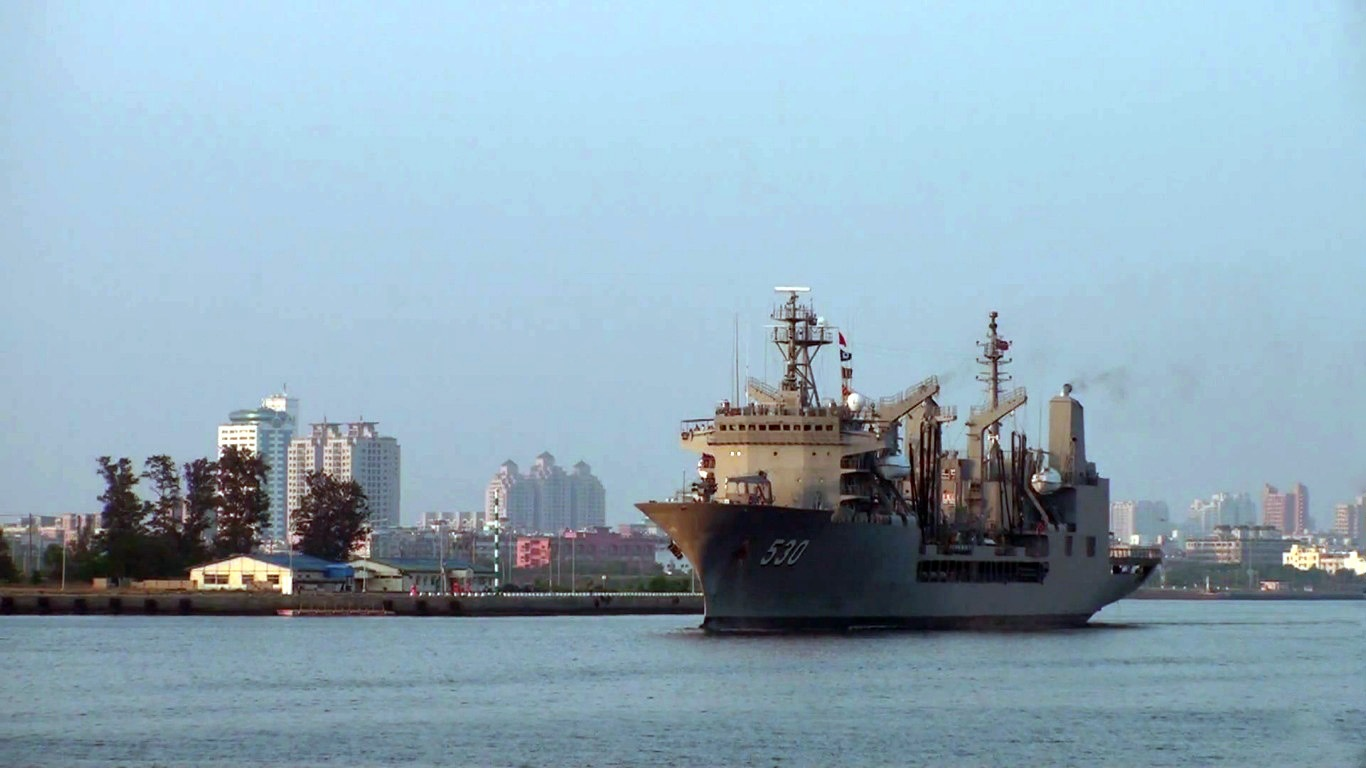
安平商港，圖左後方為五期重劃區，右後方為中西區

臺南市第五期市地重劃區（或稱臺南新市區、簡稱五期重劃區或五期、新安平），位於臺灣臺南市安平區內，是臺南市政府規劃的市地重劃區之一。同時亦是「市政商圈」的所在地，其名稱意為名自「臺南市安平新市區計畫」內由臺南省轄市第五次規劃的公辦市地重劃區，範圍皆位於安平區境內，亦為台南市最大的重劃區；雖然重劃早已結束，惟目前五期仍時被作為區分本地與安平舊聚落的簡稱。

## 地理
五期重劃區四週皆被水（台南運河、鯤鯓湖）所環繞，陸地與臺灣本島不相連，為此陸續建造安億橋、承天橋、望月橋、臨安橋、新臨安橋、金華橋、新南橋、永華橋、安工四號橋、樂利橋、健新橋、安平新港橋（由西北方順時針方向，其中安平新港橋位於安平港區內，未對外開放）等十二座橫跨台南運河的橋樑，連接五期重劃區與台南市區。另有漁光橋（與安平港區「安平跨港橋」共構）橫跨安平港支航道，連接五期重劃區與漁光島（三鯤鯓）。

## 歷史
現今五期重劃區所在的陸地，早在17世紀時是廣大的台江內海，當時汪洋一片，是促進台南府城發展的重要水域。然而，隨著時間推演，台江逐漸淤積，至清朝末期（19世紀初）已成為連接老安平聚落、億載金城與台南府城的潟湖浮覆地。此時這大片新的、未完全陸化的陸塊仍屬閒置未開發。
日治時期，日本人將此區域開發作為魚塭，並設有水產養殖試驗所。而中華民國接管臺灣後，此區域未有新的開發利用，無聚落、道路，故使用南塭等地名門牌作為戶籍指示。例如億載金城為「南塭16號」。
1979年（民國68年），台南市政府公告實施「變更及擴大台南市主要計畫」，規劃該地區為台南市第一優先發展地區。隔年，確定新市區的開發以重劃方式進行，並核定為「五期重劃區」。因重劃前需先抽取海砂填平魚塭，工程浩大，曾連續發包數次，均以流標結尾。1981年終以議價方式完成發包，填土之後為各管線及道路等公共工程，至1986年完工。
剛開發完成的五期重劃區，可以說是台南市聲色場所的大本營，舞廳、酒店林立，隨著1997年，由於市政府、市議會等政府機關陸續進駐，逐漸帶動五期重劃區內商圈的崛起，吸引市中心人口遷入，使其成為台南市發展快速的一區。境內有連鎖大型賣場家樂福進駐（原特易購，已在2005年9月出售給家樂福），雖然實際位於中西區，但亦是安平區唯一的量販店。
在台南市政府的規劃發展下，儘管還有成長空間，此區已呈現不同於1990年代的風貌，包含運河的景觀營造、河岸的綠地規劃，2010年代台南市升格為直轄市後更帶動了高樓層住宅的陸續興建，現在已成為台南市新一代的摩天大樓聚落。因腹地廣大，2005年、2006年台灣燈會皆在此區的港濱歷史公園舉辦。

## 教育

### 高級中學
- 臺南市私立慈濟高級中學

### 國民中學
- 臺南市立安平國民中學
- 臺南市立金城國民中學

### 國民小學
- 臺南市安平區安平國民小學
- 臺南市安平區新南國民小學
- 臺南市安平區億載國民小學
- 臺南市私立慈濟高級中學附設國民小學

## 政府機關
- 臺南市政府永華市政中心
- 臺南市議會永華議事廳
- 臺灣臺南地方法院
- 臺灣臺南地方檢察署
- 臺南市政府消防局
- 安平區公所
- 安平區衛生所
- 安平區圖書館
- 台南市政府警察局第四分局

## 旅遊景點
- 億載金城
- 德陽號驅逐艦
- 林默娘公園
- 港濱歷史公園
- 臺南運河
- 新永華夜市

## 相關
- 安平 (臺南市地名)
- 安平港

## 連結
- 2005年燈會